# Erik Nevland
Erik Nevland (født 10. november 1977 i Stavanger, Norge) er en tidligere norsk fodboldangriber.
Nevland startede sin karriere i Viking FK, men i 1997 blev han solgt til Manchester United i en alder af 19 år, før han overhovedet havde spillet en eneste førsteholdskamp for den norske trup. Hvad der fik Manchester United til at skrive under med ham var en række af hat-tricks i tre kampe, da han var på prøve hos dem. Hans eneste mål for Uniteds førstehold var i en Worthington Cup-kamp mod Bury i oktober 1998. Han formåede aldrig at etablere sig selv på Uniteds hold. Han var på et succesfuldt udlån i Viking og et ikke så succesfuldt lån i IFK Göteborg. Han nåede kun at spille en ligakamp for United, da han blev skiftet ind mod Barnsley den 10. maj 1998.
Han tog tilbage til Viking på en permanent kontrakt i januar 2000, hvorefter de vandt Norwegian Football Cup i 2001, og han scorede de to afgørende mål i deres berømte UEFA Cup-sejr over Chelsea i 2002. Han tilsluttede sig FC Groningen på en fri handle i november 2004, og siden har han været en helt. I hans første halve sæson for hans nye klub, scorede han 16 gange i 20 kampe. Nevland scorede også det første mål nogensinde på FC Groningens nye Euroborg-stadion.
Den 27. april 2007 skrev Nevland under på en ny treårig kontrakt med FC Groningen. I december 2007 blev Nevland kåret som 'Groninger of the Year' af fjernsynsseere i provinsen Groningen, på trods af at han hverken er født i Groningen eller i hele Holland.
Den 29. januar 2008 skrev han under med den problemramte Premier League-trup Fulham på et beløb på 2,5 millioner euro (18,75 millioner kroner) samt 0,5 millioner mere (3,75 kr.), hvis Fulham bevarede Premier League-status, som de gjorde. Den 3. februar fik han sin anden Premier League-optræden nogensinde, da Fulham spillede mod Aston Villa på Craven Cottage. Hans øje for mål og farlige afslutninger er blevet sammenlignet med hans tidligere Manchester United-kammerat og landsmand norske Ole Gunnar Solskjær.
I marts 2010, blev det annonceret, at Nevland forlader Fulham ved sæsonens udløb efter 2½ år i London til fordel for sin tidligere klub Viking Stavanger.